# Виборчий округ 195
Виборчий округ 195 — виборчий округ в Черкаській області. В сучасному вигляді був утворений 28 квітня 2012 постановою ЦВК №82 (до цього моменту існувала інша система виборчих округів). Окружна виборча комісія цього округу розташовується в Черкаському міському Палаці молоді за адресою м. Черкаси, вул. Благовісна, 170.
До складу округу входять частина Соснівського району міста Черкаси (територія між вулицями Смілянська, Михайла Грушевського та Івана Гонти), а також Драбівський, Чигиринський і Чорнобаївський райони. Виборчий округ 195 межує з округом 151 на північному сході, з округом 148 на сході, з округом 150 на південному сході, з округом 102 на півдні, з округом 198 і округом 194 на південному заході, з округом 197 на заході та з округом 98 на північному заході. Виборчий округ №195 складається з виборчих дільниць під номерами 710036-710083, 710738-710819, 711043, 711045-711048, 711050-711067 та 711074-711079.

## Народні депутати від округу
| Ім'я                          | Фото | Партія         | Скликання | Дата набуття повноважень | Дата припинення повноважень |
| ----------------------------- | ---- | -------------- | --------- | ------------------------ | --------------------------- |
| Зубик Володимир Володимирович |      | самовисуванець | 7-ме      | 12 грудня 2012           | 27 листопада 2014           |
| Зубик Володимир Володимирович |      | самовисуванець | 8-ме      | 27 листопада 2014        | 29 серпня 2019              |
| Арсенюк Олег Олексійович      |      | Слуга народу   | 9-те      | 29 серпня 2019           |                             |

## Результати виборів

### Парламентські

#### 2019
Кандидати-мажоритарники:
- Арсенюк Олег Олексійович (Слуга народу)
- Курбет Євгеній Олександрович (самовисування)
- Боєчко Владислав Федорович (Сила і честь)
- Друмашко Володимир Григорович (Голос)
- Савенко Олександр Сергійович (Європейська Солідарність)
- Малкова Лариса Володимирівна (самовисування)
- Буданцев Роман Петрович (самовисування)
- Толмачов Олег Анатолійович (самовисування)
- Гриценко Володимир Миколайович (Партія вільних демократів)
- Коломієць Богдан Іванович (Опозиційний блок)
- Квітка Віктор Володимирович (самовисування)
- Пошиваник Микола Михайлович (самовисування)
- Хоменко Богдан Іванович (Партія Шарія)
- Рябошлик Олександр Володимирович (самовисування)
- Гур'янова Марина Ігорівна (самовисування)
- Семенов Олександр Миколайович (самовисування)
- Давидов Віктор Вячеславович (самовисування)
- Єфремова Марія Іванівна (самовисування)
- Польова Олена Володимирівна (самовисування)
- Легомінова Юлія Олегівна (самовисування)
- Франків Олена Анатоліївна (самовисування)
- Мельник Андрій Вікторович (самовисування)
- Ткач Костянтин Володимирович (самовисування)
- Прокопов Артем Станіславович (самовисування)
- Стопчак Ліна Анатоліївна (самовисування)
- Цуран Олександр Вікторович (самовисування)
- Федунь Андрій Володимирович (самовисування)

#### 2014
Кандидати-мажоритарники:
- Зубик Володимир Володимирович (самовисування)
- Турченяк Олександр Васильович (Народний фронт)
- Добровольський Микола Михайлович (Батьківщина)
- Юрченко Василь Григорович (самовисування)
- Черевань Андрій Борисович (Правий сектор)
- Гетьман Олексій Юрійович (Радикальна партія)
- Арсенюк Олексій Максимович (Опозиційний блок)
- Гуляницький Артем Артурович (Зелена планета)
- Лазарєва Олена Миколаївна (самовисування)
- Радченко Семен Володимирович (Сильна Україна)
- Малий Олег Георгійович (самовисування)
- Чуприна Олександр Олександрович (самовисування)
- Марченко Юрій Іванович (самовисування)

#### 2012
Кандидати-мажоритарники:
- Зубик Володимир Володимирович (самовисування)
- Гресь Володимир Анатолійович (Батьківщина)
- Чуприна Олександр Олександрович (УДАР)
- Малий Олег Георгійович (Комуністична партія України)
- Радуцький Олександр Романович (Соціалістична партія України)
- Островський Олег Анатолійович (самовисування)
- Кравченко Наталія Іванівна (самовисування)
- Згура Віталій Олександрович (самовисування)
- Гвоздь Микола Гаврилович (самовисування)
- Гришкін Олександр Петрович (самовисування)
- Пацьора Михайло Іванович (Рідна Вітчизна)
- Вчорашній Павло Юрійович (самовисування)
- Гавриленко Володимир Іванович (самовисування)

## Явка
Явка виборців на окрузі: